# Aegukga (Zuid-Korea)

Aegukga

Aegukga (Hangul: 애국가; Hanja: 愛國歌; ook getranslitereerd als Aegukka) is het volkslied van Zuid-Korea. De titel betekent letterlijk "Het patriottische lied". Het lied is waarschijnlijk tegen het einde van de 19e eeuw geschreven. Het volkslied is aangenomen in 1948. 

## Tekst
|         | Hangul                                                             | Hangul en hanja                                                    | Herziene Romanisatie                                                                       | Vertaling |
| ------- | ------------------------------------------------------------------ | ------------------------------------------------------------------ | ------------------------------------------------------------------------------------------ | --- |
| 1       | 동해 물과 백두산이 마르고 닳도록 하느님이 보우하사 우리나라 만세   | 東海 물과 白頭山이 마르고 닳도록 하느님이 保佑하사 우리나라 萬歲   | Donghae mulgwa Baekdusani mareugo daltorok Haneunimi bowoohasa oorinara manseh             | Moge de wateren van de Oostelijke Zee en Mt. Baekdu drogen en vernietigen, De hemel zal ons behoeden, leve onze natie. |
| 2       | 남산 위에 저 소나무 철갑을 두른 듯 바람서리 불변함은 우리 기상일세 | 南山 위에 저 소나무 鐵甲을 두른 듯 바람서리 不變함은 우리 氣像일세 | Namsan wie jeo sonamu cheolgabeul dureun deut Baram seori bulbyeonhameun uri gisangilse    | Als gepantserde pijnboom van Mt. Nam Stilstaande onweer en vorst, wees onze geest.                                     |
| 3       | 가을 하늘 공활한데 높고 구름 없이 밝은 달은 우리 가슴 일편단심일세 | 가을 하늘 空豁한데 높고 구름 없이 밝은 달은 우리 가슴 一片丹心일세 | Ga-eul haneul gonghwalhande nopgo gureum eopsi Balgeun dareun uri gaseum ilpyeondansimilse | Overspannende hemel van de herfst, hoog en helder. Het uitstralen van maan in ons hart, enig en waar.                  |
| 4       | 이 기상과 이 맘으로 충성을 다하여 괴로우나 즐거우나 나라 사랑하세  | 이 氣像과 이 맘으로 忠誠을 다하여 괴로우나 즐거우나 나라 사랑하세  | I gisanggwa i mameuro chungseong-eul dahayeo Goerouna jeulgeouna nara saranghase           | In vreugde of in gevaar, zullen wij van de natie houden Met onze geest en ons hart.                                    |
| Refrein | 무궁화 삼천리 화려강산 대한사람 대한으로 길이 보전하세             | 無窮花 三千里 華麗江山 大韓사람 大韓으로 길이 保全하세             | Mugunghwa samcheolli hwaryeogangsan Daehansaram daehaneuro giri bojeonhase                 | Duizend mijlen bergen en rivierland! Bewaakt door Koreanen, op de Koreaanse manier, zal Korea altijd blijven bestaan!  |

Onafhankelijke staten: Afghanistan · Armenië · Azerbeidzjan · Bahrein · Bangladesh · Bhutan · Brunei · Cambodja · China · Cyprus · Filipijnen · Georgië · India · Indonesië · Irak · Iran · Israël · Japan · Jemen · Jordanië · Kazachstan · Kirgizië · Koeweit · Laos · Libanon · Maldiven · Maleisië · Mongolië · Myanmar · Nepal · Noord-Korea · Oezbekistan · Oman · Oost-Timor · Pakistan · Qatar · Rusland · Saoedi-Arabië · Singapore · Sri Lanka · Syrië · Tadzjikistan · Thailand · Turkije · Turkmenistan · Verenigde Arabische Emiraten · Vietnam · Zuid-Korea
Niet algemeen erkende landen: Abchazië · Nagorno-Karabach · Palestina · Taiwan · Turkse Republiek Noord-Cyprus · Zuid-Ossetië